# Абу-Кемаль (мінтака)
Абу-Кемаль (араб. منطقة البوكمال) — район (мінтака) у Сирії, входить до складу провінції Дайр-ез-Заур. Адміністративний центр — м. Абу-Кемаль.
Адміністративно поділяється на 4 нохії:
- Абу-Кемаль-Центр
- Аль-Джалаа
- Сус
- Хаджін

| Сирія | Це незавершена стаття з географії Сирії. Ви можете допомогти проєкту, виправивши або дописавши її. |